# American Video Entertainment
American Video Entertainment ou abrégé en AVE est un développeur de logiciels qui a notamment développé des jeux vidéo non licencié sur la Nintendo Entertainment System.

## Histoire
AVE était une filiale de Macronix (en), un fabricant américain de puces qui avait proposé de créer une puce NES ROM pour Nintendo mais s'était fait refuser. Macronix a décidé de commencer à proposer ses puces ROM et un système appelé NINA (NintendoCompatible) qu’il a breveté.
En 1990, Phil Mikkelson, Fred Hoot et Richard Frick ont créé AVE dans le but de proposer aux consommateurs des jeux Nintendo moins chers, tout en maintenant un niveau de jeu élevé. La société entretenait de bonnes relations avec Toys “R” Us et s’était d’abord bien comportée dans la vente de jeux.
Lorsque Nintendo a modifié le matériel de la NES pour verrouiller les jeux sans licence, AVE a proposé une hotline et des instructions permettant de modifier la console pour pouvoir jouer à des jeux sans licence. AVE, faisant rapidement faillite, a intenté un procès le 7 janvier (ou le 11) janvier 1991 contre 105 000 000 $ contre Nintendo of America et Nintendo of Japan devant le tribunal fédéral de San Francisco pour avoir exercé un monopole illégal et changé leurs machines afin que les cartouches sans licence travail. L'affaire a été réglée par ordre de secret et, lorsque les produits d'AVE sont parvenus à l'Europe, la publicité a été très basse et la plupart des jeux n'ont pas fonctionné sur la NES européenne.

## Jeux vidéo de American Video Entertainment
| Titre                            | Console     | Année de sortie |
| -------------------------------- | ----------- | --------------- |
| Backgammon                       | NES/Famicom |                 |
| Big Mouth Bass                   | NES/Famicom |                 |
| Deathbots                        | NES         | 1990            |
| Krazy Kreatures                  | NES         | 1990            |
| Maxivision 15-in-1               | NES         | 1992            |
| Puzzle                           | NES         | 1990            |
| Pyramid                          | Famicom     | 1990            |
| Tiles of Fate                    | Famicom     | 1990            |
| Trolls on Treasure Island        | NES         | 1992            |
| Wally Bear and the NO! Gang (en) | NES         | 1992            |